# HMS Brissenden (L79)
Le HMS Brissenden (pennant number L79) est un destroyer d'escorte de classe Hunt de type IV construit pour la Royal Navy pendant la Seconde Guerre mondiale.

## Construction
Le Brissenden est commandé le 28 juillet 1940 dans le cadre du programme d'urgence de la guerre de 1940 pour le chantier naval de John I. Thornycroft & Company de Southampton en Angleterre sous le numéro J6140. La pose de la quille est effectuée le 28 février 1941, le Brissenden est lancé le 15 septembre 1942 et mis en service le 12 février 1943.
Il est parrainé par la communauté civile de Barnes dans le Surrey pendant la campagne nationale du Warship Week (semaine des navires de guerre) en mars 1942.
Les navires de classe Hunt sont censés répondre au besoin de la Royal Navy d'avoir un grand nombre de petits navires de type destroyer capables à la fois d'escorter des convois et d'opérer avec la flotte. Les Hunt de type IV se distinguent des navires précédents type I, II et III par une construction selon un plan privé radicalement différent. Les deux navires de type IV proviennent d'une lignée indépendante et ont été construits selon un modèle privé qui avait été préparé avant la guerre par John I. Thornycroft & Company. Soumis à l'Amirauté et rejeté en 1938, un modèle modifié avait été accepté en 1940. Ils ont une nouvelle conception de coque, avec une section avant en U avec une double articulation distinctive et une section centrale complète avec un virage carré à la cale. Cette forme est destinée à augmenter l'efficacité à basse vitesse et à réduire le roulement sans avoir besoin de ballast ou de stabilisateurs pour améliorer les navires en tant que plates-formes d'artillerie; les tests ont montré une augmentation de 8% de l'efficacité du flux à 20 nœuds (37 km/h) pour une perte de 2% à la vitesse du navire. Les autres caractéristiques comprennent un long gaillard d'avant s'étirant sur la majeure partie de la longueur du navire, ce qui augmente l'espace d'hébergement interne (dont le manque de place est un problème permanent sur les navires en temps de guerre avec des équipages élargis) et permettent à l'équipage de combattre presque complètement sous abri. En conséquence, le canon  de «X» est maintenant au niveau du pont du gaillard plutôt que sur un pont abri surélevé. La conception est suffisamment grande pour transporter un triple jeu de lance-torpilles, mais comme ils sont également au niveau du pont de gaillard, l'appareil d'entraînement a dû être monté à distance sur un pont en dessous. L'armement a été complété par une paire de canons Oerlikon simples de 20 mm dans les ailes du pont et une paire de mitrailleuses Vickers jumelées de 12,7 mm à commande électrique au milieu du navire, rapidement découvert comme étant inefficace et remplacé par le montage double canon Oerlikon Mark V. Le niveau de protection accordé aux équipages de ces deux navires s'est avéré bénéfique en temps de guerre, où les équipages étaient souvent fermés aux stations d'action pendant de longues périodes dans des conditions météorologiques épouvantables, et la conception - bien qu'il s'agissait d'une sorte d'impasse - ce type de concept d'escorte a influencé fortement les navires d'après-guerre.
Le Hunt type IV mesure 90,22 m de longueur hors-tout. Le Maître-bau du navire mesure 9,60 m et le tirant d'eau est de 2,36 m. Le déplacement est de 1 194 t standard et de 1 586 t à pleine charge. 

Deux chaudières Admiralty produisant de la vapeur à 2 100 kPa (21 bar) et à 327 °C alimentent des turbines à vapeur à engrenages simples Parsons qui entraînent deux arbres d'hélices, générant 19 000 chevaux (14 000 kW) à 380 tr/min. Cela donne une vitesse de 26 nœuds (48 km/h) au navire.
L'armement principal du navire est de six canons de 4 pouces QF Mk XVI (102 mm) à double usage (anti-navire et anti-aérien) sur trois supports doubles, avec un support avant et deux arrière. Un armement antiaérien rapproché supplémentaire est fourni par une monture avec des canons quadruple de 2 livres "pom-pom" MK.VII et deux  canons Oerlikon de 20 mm Mk. III montés dans les ailes du pont,.Il est installé trois tubes lance-torpilles de 533 mm. Jusqu'à 40 charges de profondeur pouvaient être transportées , avec deux goulottes de charge en profondeur et  deux lanceurs de charge en profondeur constituent l'armement anti-sous-marin du navire.

## Histoire

### Seconde guerre mondiale

#### 1943
À partir du 30 octobre 1942 et après des essais d'acceptation et sa mise en service, le Brissenden est affecté à Scapa Flow le 3 mars 1943, où il rejoint la Home Fleet, et continue à être entièrement équipé. Le navire est ensuite chargé de patrouiller et d’escorter les transports côtiers aux approches occidentales. Le 21 avril, avec les destroyers Anthony (H40) et Lewes (G68), il participe à l'escorte du convoi WS29S. Après avoir été remplacé par le destroyer Boreas (H77) le 26 avril, il retourne à Scapa Flow.
Le Brissendenest ensuite mobilisé dans l'opération Husky, le débarquement allié sur la Sicile, en Italie. Le 21 juin, il participe à l’escorte du convoi combiné WS31/KMF17 pendant le voyage à Gibraltar. Lorsque le convoi WS31 se détache pour continuer vers le cap de Bonne-Espérance, en Afrique du Sud, cinq jours plus tard, le Brissenden et le croiseur léger Uganda (66) continuent à escorter le convoi KMF17 à Gibraltar. Il y rejoint la 58e Division de destroyers dans la Mediterranean Fleet (flotte méditerranéenne),,.
Le 7 juillet, le Brissenden et ses navires-jumeaux Blankney (L30), Blencathra (L24), Brecon (L76) et Brocklesby (L42) sont placés dans l’équipe d’escorte V et quittent Bone, en Tunisie, dans le cadre de l’escorte du convoi KMF18. Après son arrivée à Bark West Beach, en Sicile, trois jours plus tard, il se détache du convoi KMF18 pour le service de soutien d'artilleries et de patrouille au large des plages. Le Brissendenet le Blankney sont envoyés pour prendre la ville de Pozzallo dans le sud-est de la Sicile, mais le 13 juillet lors de l'accident avec le Blankney, il est fortement endommagé à la proue et se retire de l'opération et se rend à Malte pour des réparations temporaires, avant de retourner en Grande-Bretagne.
À Liverpool le 21 août, le Brissenden est réparé dans un chantier naval privé, et après avoir terminé le 9 septembre, il est affecté à la 15e Flottille de destroyers, basé à Plymouth, le 2 octobre, pour des missions de patrouille et d’escorte de convois côtiers dans la Manche et les approches occidentales. Le 11 novembre, il est renvoyé dans la flotte intérieure pour escorter les convois de l'Arctique, et le 10 juillet, avec le destroyer Middleton (L74) et le dragueur de mines de Halcyon (J42), il participe à l’escorte du convoi RA54A au large de l'Islande lors de la dernière étape du voyage vers le Loch Ewe. Après la séparation du convoi RA54A le 13 novembre, il est rejoint par le destroyer Termagant (R89) et le destroyer polonais ORP Burza, dans le cadre de l'escorte pour le convoi JW54A vers l'Union soviétique. Le Brissenden se détache du convoi JW54A trois jours plus tard. Le 12 décembre, il retourne à des tâches d’escorte de convois dans la région de la Manche à partir de sa base de Plymouth,,,,.

#### 1944
En février 1944, le Brissenden est en patrouille pour surveiller la côte nord de la France. Le 5 février, avec ses navires-jumeaux Tanatside (L69), Talybont (L18) et Wensleydale (L86), il s'affronte avec un torpilleur et deux dragueurs de mines allemands sur la côte nord de la Bretagne, le dragueur ennemis M156 est lourdement endommagé dans la bataille. Le 15 mars, alors qu'il escorte le convoi WP492 au nord de Land's End, il rejoint de nouveau le destroyer jumeau Melbreak (L73) contre une flotte ennemie de torpilleurs Schnellboote, endommageant le Schnellboot S143.
Le 5 avril, le Brissenden est mobilisé pour rejoindre l'opération Neptune, qui participe activement à l’invasion de la Normandie. Le Brissendenet son navire-jumeau Wensleydale se réunissent dans la Force B de la Western Assault Task Force à Milford Haven, prenant part aux exercices et aux dépassements, et le 5 juin, il commence à traverser la Manche, patrouillantà la recherche de navires et de sous-marins ennemis dans la zone des forces spéciales. Le 12 juin, alors qu'il escorte les convois suivants, avec le Wensleydale, il s'affronte avec des Schnellboote ennemis et, le 22 juin, ils font l'objet d'un raid aérien mais ne subissent aucun dommage,.
Après la fin de la campagne Neptune, le Brissenden retourne patrouiller et escorter les convois côtiers et les opérations de flottille dans les approches du sud-ouest. Il est réaménagé à Pembroke le 12 février.

#### 1945
Complétant sa remise en état en janvier 1945, le Brissenden est affecté à la 21e Flottille de destroyers, basée à Sheerness, en tant que patrouille et service d’escorte de convois côtiers en mer du Nord. Dans la même période, l'ennemi intensifie les opérations de mouillages de mines et de torpillages par des sous-marins équipés de schnorkel dans l'estuaire de la Tamise et de la zone des approches sud-ouest. Dans le même temps, puisque les bases de la Luftwaffe sont éliminées de la côte française, les convois transatlantiques sont redirigés à travers la Manche pour atteindre les ports de la côte Est, et les forces de patrouille et d’escorte ont besoin d’un réapprovisionnement supplémentaire,,.
En juin, après la fin de la guerre en Europe, le Brissenden est conduit en Méditerranée, prêt à être envoyé en Extrême-Orient si nécessaire.

### Après-guerre
Après la fin de la Seconde Guerre mondiale, le Brissenden reste avec la Mediterranean Fleet (Flotte méditerranéenne) jusqu'en 1947, après avoir participé à des patrouilles en mer au large de la Palestine. Il retourne en Grande-Bretagne et est réduit au statut de réserve à Portsmouth le 19 juin 1948, puis, est transféré dans la flotte de réserve de Lisahally, en Ulster, en 1953.
Un projet de vente au Koweït pour être converti en Royal Yacht n'a pas été finalisé. Il est finalement placé sur la liste de démolitions en 1962, et vendu à BISCO le 18 février 1965, pour démolition par Arnott Young à Dalmuir pour 29 000 £. Il arrive au chantier du démolisseur sur la Clyde le 3 mars de la même année.

### Honneurs de bataille
- ATLANTIC 1943
- ARCTIC 1943
- ENGLISH CHANNEL 1943-45
- SICILY 1943
- NORMANDY 1944
- BISCAY 1944

### Commandement
- Lieutenant (Lt.) David Creagh Beatty (RN) du 10 janvier 1943 au 13 septembre 1942
- Lieutenant (Lt.) Douglas David Edward Vivian (RN) du 13 septembre 1942 à avril 1945
- Lieutenant (Lt.) Lionel Robert Patrick Lawford (RN) d'avril 1945 à mars 1946